# Wahzhazhe (A Song for My People)
Wahzhazhe (A Song for My People) ist ein Song aus dem Soundtrack zum Film Killers of the Flower Moon von Martin Scorsese. Der Song läuft vor dem Abspann des Films während einer riesigen Tanzszene der Osage-Indianer.

## Hintergrund
Für das Ende des Films wollte Regisseur Martin Scorsese einen besonderen Song, der von den Osage-Indianern stammt, da er die Ansicht vertrat, dass die Musik der Osage der perfekte Beweis für ihr Überleben ist. Während der Vorbereitungen zum Film besuchten die Hauptdarsteller Leonardo DiCaprio und Lily Gladstone zusammen mit Scorsese den  I'n-Lon-Schka-Tanz der Osage Nation und waren beeindruckt von der Energie.
Wie der gesamte Soundtrack des Films wurde auch Wahzhazhe (A Song for My People) von Robbie Robertson produziert. Der Song wurde von Scott George, Kenny Bighorse und Vann Bighorse geschrieben, die alle auch tatsächlich den Osage angehören. Scott George ist der Frontmann des Grayhorse-Districts, während Kenny Bighorse dem Pawhuska-District angehört. Vann Bighorse wiederum ist Kabinettsekretär des Stammes für Sprache, Kultur und Bildung. Der Gesang wurde im Rahmen einer Tanzperformance der Osage Tribal Singers aufgenommen, die zum traditionellen I’lon-schka gehören. Es handelte sich nicht um die traditionelle Musik des Stammes, sondern eine moderne Interpretation. Es besteht nur aus dem Singsang der Osage und einem Trommelrhythmus. Der Titel leitet sich von den beiden Textzeilen „Wahzhazhe no-zhin te-tha-bey“ (etwa: „Die Osages leben  und werden anerkannt“) und „Wa-kon-da they-tho gah-ka-be“ („Gott hat dies für uns möglich gemacht“) ab.
Der Song wurde bei der Oscarverleihung 2024 als Bester Song nominiert, womit Scott George zum ersten Osage wurde, der je für einen Oscar nominiert war.